# Paradisier de Meyer
Epimachus meyeri
Espèce
Statut de conservation UICN

 LC  : Préoccupation mineure
Statut CITES
Le Paradisier de Meyer (Epimachus meyeri) est une espèce de passereaux appartenant à la famille des Paradisaeidae de Nouvelle-Guinée.

## Distribution
Discontinue, en sept poches le long de la chaîne centrale. Les quatre premières correspondent à albicans ; la cinquième, plus importante, à bloodi et les deux dernières à la forme nominale.

## Sous-espèces
D'après la classification de référence (version 5.2, 2015) du Congrès ornithologique international, cette espèce est constituée des trois sous-espèces suivantes (ordre phylogénique) :
- E. m. albicans (van Oort, 1915) : des monts Weyland aux monts Star.
- E. m. bloodi  Mayr & Gilliard, 1951 : Hauts Plateaux de l’est (monts Hagen, Giluwe, Doma, région de Tari et aire de Krakte).
- E. m. meyeri  Finsch & Meyer, 1885 : des monts Missim aux monts Owen Stanley.

## Habitat
L’épimaque de Meyer fréquente les forêts des montagnes moyennes et supérieures dont des forêts moussues et dégradées avec leurs lisières et leurs formations secondaires entre 1 500 et 3 200 m, surtout entre 1 900 et 2 900 m (Frith & Frith 2009).

## Alimentation
Elle consiste en fruits (surtout des drupes) et en petits animaux (arthropodes et petits vertébrés) en proportions similaires. Les jeunes sont nourris de fruits et d’arthropodes (Frith & Frith 2009).

## Mœurs
Il recherche sa nourriture du sol à la canopée, surtout dans l’étage moyen des arbres de la forêt intérieure. Il sonde du bec la base des frondes de pandanus (Pandanus) et de plantes épiphytes pour localiser de petits invertébrés parmi les débris végétaux, arrachant en cas de besoin des morceaux de plantes. Il évolue généralement seul mais se joint parfois à des congénères ou d’autres paradisiers, notamment des astrapies, pour se nourrir. Le mâle adulte se nourrit généralement à l’intérieur d’un territoire d’où il exclut d’autres mâles adultes mais accepte des individus en plumage femelle (Frith & Frith 2009).

## Parade nuptiale
D’après Gilliard (1969), le mâle choisit un grand arbre sur versant escarpé où il se perche à 15 m de haut pour lancer son appel singulier à résonance mécanique. Parfois, il accompagne ces vocalises de légers battements d’ailes ou bien il bat vigoureusement des ailes pendant environ une minute mais sans émettre de cris. Puis il lisse ostensiblement les plumes de la poitrine et des fausses ailes, et gonfle considérablement son plumage tout en soulevant ses véritables ailes. Il déforme ainsi sa silhouette, devenue déjà très imposante, en rentrant fortement la tête dans les épaules. Il apparaît alors comme engoncé dans un manteau brun auréolé de bleu clair. Les plumes étagées de la queue sont également déployées avec les petites rectrices externes noires et les sous-caudales filamenteuses brunes en radiation symétrique. Parfois, il ouvre le bec pour montrer l’intérieur jaune, garde cette attitude pendant cinq à dix secondes puis reprend l’émission des cris métalliques.
Frith & Frith (2009) ont distingué trois phases distinctes : la pompe (pumping phase) au cours de laquelle le mâle se tient en position verticale, garde les ailes fermées mais projette fortement ses épaulettes vers le haut, la queue restant pendante. Puis il ouvre et referme les plumes de la queue tout en gonflant les plumes de la poitrine, ce gonflement très particulier remontant lentement vers le haut. Dans la phase inclinée (leaning phase), il se penche d’environ 45°, déploie ses épaulettes et aplatit son corps frangé de bleu tout en lançant un cri métallique. En phase verticale (upright phase), il se tient raide et droit, aplatit considérablement son corps pour former un large manteau bordé des plumes filiformes des flancs. Les épaulettes noires avec leur liseré bleu clair sont refermées en haut pour former une voûte de plumes avec la tête engoncée au milieu. Les rectrices externes étagées sont déployées en radiation autour des centrales restées droites. Ainsi paré, il ouvre brièvement le bec pour exhiber l’intérieur coloré de jaune brillant.
Ottaviani (2012) a illustré, photographies à l’appui, les trois postures principales de la parade nuptiale : le mâle déployant ses épaulettes, le mâle allongeant le corps et projetant ses épaulettes en avant et le mâle en posture complète de parade nuptiale.

## Nidification
C’est une coupe de sarments de vignes entremêlés avec de la mousse filandreuse fraîche, des racines et des nervures de feuilles. Le nid est arrimé à la fourche d’un petit arbre au feuillage dense. Les œufs sont de couleur cannelle striés longitudinalement de brun, gris et rougeâtre, et éclaboussés de petites taches brunes et lilas (Gilliard 1969).

## Statut, conservation
BirdLife International (2011) qualifie l’espèce de « préoccupation mineure » car elle vit sur un vaste territoire et présente des effectifs stables sans menace apparente.